# İlyasbaba, Meram
İlyasbaba là một xã thuộc quận Meram, tỉnh Konya, Thổ Nhĩ Kỳ. Dân số thời điểm năm 2011 là 26 người.